# Wilhelm Kreyher
Franz Alexander Wilhelm Kreyher (* 17. Mai 1806 in Rüdersdorf bei Berlin; † 12. Juli 1855 in Berlin) war ein deutscher Architekt.
Wilhelm Kreyher begann 1828 ein Studium an der Berliner Bauakademie und wurde Mitglied im Architektenverein zu Berlin. Ab 1839 war er Kondukteur in Potsdam und arbeitete unter der Leitung von Carl Hampel beim Bau der Gardehusarenkaserne in der Berliner Straße. 1843 ging er zum Finanzministerium in Berlin und wurde 1845 Stadtbaumeister. Von 1845 bis 1848 wurde nach seinen Entwürfen das Friedrich-Wilhelm-Hospital in der Palisadenstraße 3 errichtet. 1846 überarbeitete er den Entwurf von Heinrich Strack für die Petrikirche und 1848/49 folgte die Erweiterung des Gymnasiums zum Grauen Kloster. 1849 wurde er Nachfolger von Friedrich Wilhelm Langerhans als Stadtbaurat.